# Ральф Еренбрінк
Ральф Еренбрінк (нім. Ralf Ehrenbrink, 29 серпня 1960) — німецький вершник.
Бронзовий призер Олімпійських Ігор 1992 року в командному триборстві, учасник 1988, 1996 років.
Бронзовий призер Чемпіонату світу з кінного триборства 1994 року в командному триборстві.
Срібний призер Чемпіонату Європи з кінного триборства 1987 року в командному триборстві, бронзовий призер 1985 року в командному триборстві.